# Mika Kayama
Mika Kayama (jap. 佳山 三花 Kayama Mika; ur. 13 października 1982 w prefekturze Kanagawa) – była japońska modelka, aktorka oraz aktorka AV grająca w filmach dla dorosłych. Wcześniej znana jako Arisa Oda (小田 有紗).

## Życiorys

### Debiut w branży rozrywkowej
W 2004 roku zadebiutowała jako gravure idol pod pseudonimem Arisa Oda.
W 2006 roku po raz pierwszy zagrała w filmie „Cool Dimension”.
We wrześniu 2007 roku zawiesiła działalność rozrywkową, a w listopadzie jej agencja Anchor ogłosiła, że wycofuje się z branży rozrywkowej, powołując się na zły stan zdrowia i inne powody.

### Debiut i kariera w branży AV
W październiku 2008 roku, po około rocznej przerwie, zadebiutowała jako Mika Kayama w firmie produkcyjnej MUTEKI z filmem dla dorosłych „パーフェクト”, wydanym 1 listopada.
W 2009 roku zaczęła prace między innymi jako ekskluzywna aktorka dla S1.
W czerwcu 2010 roku ukazał się pierwszy film 3D dla dorosłych „3D×佳山三花 立体映像で魅せる極上BODYセックス” (SOE-404), w którym wystąpiła.
18 lutego 2011 roku na swoim blogu ogłosiła przejście na emeryturę. Jej ostatni film „佳山三花FINAL 最後で最高のイカセ技、全部見せます” (SOE-564) został wydany 19 marca, miesiąc po wiadomości o emeryturze.